# 룡흥
룡흥은 조선민주주의인민공화국의 안드로이드 탑재 태블릿 컴퓨터이다.
룡악산정보기술연구소에서 개발되었다.

## 참고 사항
- 아리랑 (스마트폰)
- 노텔
- 조선민주주의인민공화국의 인터넷
- 조선민주주의인민공화국의 통신

## 소프트웨어
주체사상학습 '백두산총서' 과학기술백과사전 '광명'이 탑재되어 있다.

## 특징
이 제품은 7인치 크기에 250그램 무게가 나가며 최대 12시간 이용이 가능하다.
8기가, 16기가 용량의 2종류 제품이 있다. 상자 안에는 분홍색 보호케이스, 
충전기와 함께 중국 메모리업체 킹스톤의 제품도 부속품으로 들어가 있다.
한국 SK 하이닉스의 메모리 2개도 장착되어 있다.

## 같이 보기
- 조선민주주의인민공화국
- 태블릿 컴퓨터
- 인터넷
- 통신
- 정보통신
- 노텔
- 장치
- 소프트웨어